# Ексон Вальдез
Ексон Вальдез (Exxon Valdez) — однокорпусний супертанкер, відомий тим, що 24 березня 1989 року зазнав аварії в затоці Принца Вільяма.
У результаті аварії стався великий розлив нафти (близько 40 млн. літрів), що призвело до масштабної екологічної катастрофи в регіоні, яку тривалий час вважали найбільшою в світі.

## Аварія в затоці Принца Вільгельма
23 березня 1989 р. повністю завантажений нафтою танкер відійшов від нафтового терміналу в Вальдезі на Алясці і взяв напрямок на південь через затоку Принца Вільяма. Щоб уникнути зіткнення з уламками айсбергів, що дрейфували в затоці, корабель відхилився від звичайного курсу.
О 12:04 24 березня 1989 наштовхнувся на риф. Внаслідок зіткнення було пошкоджено вісім танків з одинадцяти, з них почала виливатися нафта. Розмір розливу оцінюється від 40 900 до 120 000 м3 (від 10,8 до 31,7 мільйонів галлонів США; від 257 000 до 755 000 барелів). На поверхні води утворилося велика нафтова пляма, яка подекуди сягала метрової товщини. 
Розлиту нафту намагалися підпалювати, збирати механічними засобами, застосовували диспергатори, проте ефективність усіх цих засобів виявилася низькою.
Через три дні розпочався шторм, внаслідок якого нафтова пляма забруднила акваторію та майже 1900 кілометрів узбережжя. Для ліквідації наслідків було залучено 1400 суден, 85 літальних апаратів та близько 11 тис людей. Основний етап очисних робіт відбувався з квітня по вересень 1989 року, але вони продовжувалися 1990 та 1991 року.

## Подальша служба
Після аварії судно зняли з мілини та відремонтували. Танкер кілька разів перейменовували і він продовжував службу до 2012 року.